# فريديريك بريمر
فريديريك بريمر هو عالم أعصاب وطبيب بلجيكي، ولد في 28 يونيو 1892 في آرلون في بلجيكا، وتوفي في 7 أبريل 1982 في بروكسل في بلجيكا.